# شارل الأول، دوق غيز
شارل الأول من لورين، دوق غيز الرابع (بالفرنسية: Charles Ier de Lorraine)‏ (2 أغسطس 1571 - 30 سبتمبر 1640)؛ هو الابن البكر لـ هنري الأول، دوق غيز وكاثرين دي كليفز.

## الأسرة
في 6 يناير 1611 تزوج شارل من هنرييت كاثرين من جوييوز؛ وأنجبت له عشرة أبناء:-
1. فرانسوا (3 أبريل 1612 - 7 ديسمبر 1639)؛ أمير جوينفيل.
2. توأم (4 مارس 1613 - 19 مارس 1613).
3. هنري الثاني، دوق غيز (1664-1614)؛ رئيس أساقفة ريمس.
4. ماري، دوقة غيز (1688-1615).
5. مادموزيل (4 مارس 1617 - 18 يناير 1618).
6. شارل لويس (15 يوليو 1618 - 15 مارس 1637)؛ كان دوق جوييوز.
7. فرانسواز رينيه (10 يناير 1621 - 4 ديسمبر 1682)؛ راهبة.
8. لويس، دوق جوييوز (1644-1622)؛ وأيضا دوق أنغوليم.
9. روجر (21 مارس 1624 - 9 سبتمبر 1653)؛ أحد فرسان مالطة.

## روابط خارجية
- شارل الأول، دوق غيس على موقع الموسوعة البريطانية (الإنجليزية)